# Мерече
Мерече (словен. Mereče) — поселення в общині Ілірська Бистриця, Регіон Нотрансько-крашка, Словенія. Висота над рівнем моря: 456,4 м.